# Рудня-Бурицкая (Лоевский район)
Рудня-Бурицкая (бел. Рудня-Бурыцкая) — деревня в Малиновском сельсовете Лоевского района Гомельской области Беларуси.

## География

### Расположение
В 38 км на северо-запад от Лоева, 57 км от железнодорожной станции Речица (на линии Гомель — Калинковичи), 108 км от Гомеля.

### Гидрография
На западе сеть мелиоративных каналов.

## Транспортная сеть
Транспортные связи по просёлочной, затем автомобильной дороге Хойники — Гомель. Планировка состоит из криволинейной улицы, ориентированной с юго-востока на северо-запад и застроенной двусторонне, неплотно деревянными крестьянскими усадьбами.

## История
По письменным источникам известна с середины XIX века когда крестьяне из соседних деревень приобрели здесь землю с помощью кредита крестьянского кредитного банка и начали её осваивать. Согласно переписи 1897 года 2 одноимённых деревни, в Холмечской волости Речицкого уезда Минской губернии.
С 8 декабря 1926 года до 30 декабря 1927 года центр Бурицкоруднянского сельсовета Холмечского, с 4 августа 1927 года Лоевского районов Речицкого с 9 июня 1927 года Гомельского округов. В 1931 году организован колхоз, работала кузница. Во время Великой Отечественной войны оккупанты в июне 1943 года сожгли деревню и убили 27 жителей. В деревне и окрестности базировалась Лоевская партизанская бригада «За Родину». В результате катастрофы на Чернобыльской АЭС подверглась радиационному загрязнению и отнесена к категории населённых пунктов с правом на отселение. Ранее была центром колхоза имени М. И. Калинина, впоследствии ставшего СПК «Бурицкое» (ныне присоединен к КСУП «Малиновка-Агро»). Располагались 9-летняя школа, клуб, библиотека, фельдшерско-акушерский пункт, отделение связи, магазин.

## Население

### Численность
- 1999 год — 68 хозяйств, 178 жителей.

### Динамика
- 1897 год — 49 дворов, 284 жителя (согласно переписи).
- 1930 год — 89 дворов, 347 жителей.
- 1959 год — 357 жителей (согласно переписи).
- 1999 год — 68 хозяйств, 178 жителей.